# Mijanès
Mijanès település Franciaországban, Ariège megyében. Lakosainak száma 58 fő (2022. január 1.). Mijanès Artigues, Ascou, Orlu, Rouze, Campagna-de-Sault, La Fajolle, Mérial és Niort-de-Sault községekkel határos.

## Népesség
A település népességének változása:
| Lakosok száma | 91   | 75   | 79   | 90   | 71   | 61   | 59   | 61   | 60   | 58   |
|               | 1968 | 1982 | 1990 | 2006 | 2013 | 2015 | 2017 | 2019 | 2020 | 2022 |